# Last Fantasy
『Last Fantasy』(ラストファンタジー)は韓国の女性歌手IUの2作目のスタジオ・アルバム。2011年11月29日に発売された。

## 概要
本作は2011年2月発売の『Real+』以来の作品で、2009年発売の『Growing Up』以来2年ぶりのフルアルバムである。タイトル曲は「너랑 나（あなたと私）」である。
通常盤だけでなく、IUのアルバム作業ストーリーを収めたスペシャル・エディション盤が1万5,000枚限定で制作された。
収録曲13曲全てが韓国国内主要音楽配信サイトのリアルタイムチャートで1～13位を独占、韓国内で1,000万ダウンロードを超える前代未聞の記録を樹立した。

## 収録曲
1. 秘密 (비밀) - 4:04
2. 眠れる森の王子 (잠자는 숲 속의 왕자) (Feat. ユン・サン) - 3:34
3. 星を見つける子供 (별을 찾는 아이) (Feat. キム・グァンジン) - 3:58
4. あなたと私 (너랑 나) - 3:58
5. 壁紙の模様 (벽지무늬) - 3:40
6. 叔父 (삼촌) (Feat. イ・ジョク) - 3:24
7. 親知らず (사랑니) - 3:33
8. Everything's Alright (Feat. キム・ヒョンチョル) - 3:33
9. Last Fantasy - 6:07
10. Teacher (Feat. Ra.D) - 4:01
11. 道に迷った子犬 (길잃은 강아지) - 3:14
12. 4AM - 3:02
13. L'amant - 5:52

## チャート成績
- 2011年50週目 Gaonアルバムチャート（2011年11月27日～12月3日）で1位[4]。
- Hanteoチャート CD初動売上枚数は、25,700枚[5]。
- 韓国内での売上枚数は、131,106枚（2021年4月現在）[5]。

## ミュージックビデオ
- 너랑 나（YOU&I）

MVの演出を手掛けたのはファン・スア。2011年11月29日に公開され、IUと同い年の俳優イ・ヒョヌが出演した。
19歳の少女（IU）が20歳になれば目覚めるという少年（イ・ヒョヌ）に早く会いたいという思いからタイムマシンを作り、時間旅行に出発するというファンタジーなストーリーとなっている。
2019年11月に発売されたIUの5枚目のミニアルバム『Love Poem』の収録曲「시간의 바깥（Above the Time）」で、「너랑 나」での物語の続編にあたるミュージックビデオが公開された。
YouTubeの再生回数は、約4,182万回。公開からわずか1日で70万回を突破した。
- Last Fantasy

2012年1月24日に東京都・渋谷のオーチャードホールにて行われた「IU JAPAN PREMIUM SPECIAL LIVE」でのライブ映像に加えて、東京の観光名所（浅草やお台場）を訪れたIUの様子が収められた。
韓国のファンにIUの日本デビューを知らせるために準備したミュージックビデオで、2012年2月10日に公開された。
YouTubeの再生回数は、約379万回。